# Селското чудовище
„Селското чудовище“ е български игрален филм (мелодрама) от 1939 година, по сценарий и режисура Васил Бакърджиев.

## Сюжет
Селски учител пропагандира идеята за учредяване на трудова кооперация „Напред“. Той е влюбен в дъщерята на богат фабрикант. За да попречи на техните чувства, бащата запалва тощу-що основаната кооперация. Навременната намеса на пожарната команда предотвратява бедствието, като спасява учителя и кооператорите от разорение. Индустриалецът разбира, че не може да спре новото прогресивно движение. Дъщерята се омъжва за учителя.

## Състав

### Актьорски състав
| Роля       | Изпълнител    |
| ---------- | ------------- |
| дъщерята   | Надя Стоянова |
| учителя    | Йордан Адамов |
| фабриканта | Стоян Бочаров |
|            | Д. Абаджиев   |

### Екип
| Режисьор, Сценарист и Оператор | Васил Бакърджиев |